# (148707) Dodelson
(148707) Dodelson est un astéroïde de la ceinture principale.

## Description
(148707) Dodelson est un astéroïde de la ceinture principale. Il fut découvert le 19 septembre 2001 à l'observatoire d'Apache Point par le programme Sloan Digital Sky Survey. Il présente une orbite caractérisée par un demi-grand axe de 2,61 UA, une excentricité de 0,19 et une inclinaison de 14,8° par rapport à l'écliptique.

## Compléments